# Tecuán
Tecuán är en ort i Mexiko.   Den ligger i kommunen Alto Lucero de Gutiérrez Barrios och delstaten Veracruz, i den sydöstra delen av landet, 270 km öster om huvudstaden Mexico City. Tecuán ligger 589 meter över havet och antalet invånare är 120.
Terrängen runt Tecuán är kuperad. Runt Tecuán är det ganska glesbefolkat, med 48 invånare per kvadratkilometer. Närmaste större samhälle är Plan de las Hayas, 12,1 km väster om Tecuán. I omgivningarna runt Tecuán växer huvudsakligen savannskog.